# LS (chanteur)
 (octobre 2013).
Si vous disposez d'ouvrages ou d'articles de référence ou si vous connaissez des sites web de qualité traitant du thème abordé ici, merci de compléter l'article en donnant les références utiles à sa vérifiabilité et en les liant à la section « Notes et références ».
LS (pour « Le Smooth ») est un chanteur (auteur-compositeur-interprète) et producteur de musique français, d'origine gabonaise et congolaise (République du Congo), né dans le département des Yvelines.

## Biographie
LS est né d'un père congolais et d'une mère gabonaise. Il grandit dans la ville des Mureaux où, en 1995, il rencontre Cool Jam lors d'un stage de chant donné par celui-ci. Cool Jam lui propose de rejoindre son groupe de RnB contemporain "Delavoix". LS signe alors son premier contrat en tant qu'artiste. Il enregistre la reprise J'entends Siffler Le Train mais quitte cependant le groupe avant la sortie de leur premier album.

### Afrodiziac
En 1995, il monte avec deux amis et son cousin, Shuga Shug, le groupe Afrodiziac. C'est ensuite avec le label La Sauce, fondé par Alex (créateur de la marque Homecore), Lone (ancien membre du groupe AS) et Faridj, que le groupe, désormais composé de LS et Shuga Shug uniquement, signera son premier contrat musical en 1997. Le contrat est ensuite cédé à Delabel. Le groupe enregistre à Marseille un titre inédit Les jours sont trop longs, qui paraîtra sur la compilation de DJ Kheops, Sad Hill, un autre titre inédit Combien de temps sur la compilation Sachons dire non sorti chez EMI.
En 1998, sort le premier single du groupe Trouve-Moi Un Job, avec un clip-vidéo réalisé par le photographe new-yorkais Jonathan Mannion (qui réalise là son premier clip), le tournage aura lieu au Folie's Pigalle, à Paris. Alors que l'enregistrement de leur premier album doit commencer, Delabel suspend la production à la dernière minute. Les deux cousins décident de quitter le label et de signer un nouveau contrat avec Columbia, un label de Sony Music, chez qui ils avaient déjà signés en éditions. Plusieurs titres de leur futur album sont enregistrés sous la réalisation de Lone mais le groupe n'est pas satisfait de la direction artistique et marketing que souhaite prendre la maison de disques. La sortie est donc retardée. Un vinyle promo VIP 2000 issu de ces premiers enregistrements verra le jour mais ne sera jamais commercialisé.
Finalement, Afrodiziac et leur maison de disques se mettent d'accord sur la direction à prendre. le groupe retourne en studio, refait de nouvelles photos avec Jonathan Mannion pour se forger une image sur mesure, en adéquation avec leurs personnalités et musique. Leur premier album Ad Vitam Æternam sortira d'abord en vinyle en 2001, puis en CD quelques mois plus tard. Le premier single de cet album est un titre de UK Garage dont LS est fervent amateur : Toi + Moi featuring Manic B., un MC londonien, et Janahé, une chanteuse franco-gabonaise. Il s'agit là du premier titre de UK Garage français avec un clip tourné à Montréal en septembre 2001. Un deuxième single sera extrait de cet album, Rester Le Même avec un clip réalisé par J.G. Biggs, tourné à Paris.
Entre ces deux singles paraîtra un clip-vidéo underground du remix Toi + Moi (UK Garage Mix).

### LS en solo
LS a toujours été très productif et a participé à de nombreux projets indépendamment du groupe Afrodiziac.
En 2001, lorsque l'enregistrement du premier album d'Afrodiziac piétine, il produit un vinyle underground sous son premier label More Underground Music. Le projet est baptisé Coco 70's et le single How You Feel est un titre house aux influences funk et disco. Il sortira en 2000 et bénéficiera d'une distribution limitée. Il participe également à la compilation Kimberlite R&B, Volume 1, produite par Patrice Anoh, qui rassemble des titres inédits d'artistes français et américain. LS interprète en duo avec Kym Rae, le titre Elle représente. Toujours en 2001, il participe à la compilation Mission Suicide, avec le titre Homicide Mission featuring Lord Kossity et JMi Sissoko.
En 2004, LS participe en solo à la compilation de DJ Abdel avec le titre Des milliers de raisons. L'année suivante, il sort une street-tape rassemblant plusieurs de ses titres ainsi que des titres inédits d'autres artistes. Puis, libre de son contrat avec Columbia, LS signe avec Virgin et sort son premier album en solo, Différent, dont seront extraits deux singles : J'aime ça featuring Liberty King, un titre aux influences de dance-hall, avec un clip réalisé par J.G. Biggs, puis Nos Différences featuring Menzo de la Fonky Family.
En 2006, LS reçoit son premier disque de platine pour sa participation à la compilation produite par Kore & Bellek, Raï'N'B Fever 2, avec le titre Ola Ola featuring Kamel Shadi & Sweety. Cette même année paraît son premier titre zouk, C'est mieux comme ça, sur la compilation Kimberlite Zouk Volume 2. Ce titre rencontre un franc succès auprès de la communauté afro-caribéenne et amène LS à promouvoir sa musique aux Antilles, en Guyane et en Afrique.
Fort de ce succès, LS sort en 2007 son premier album de zouk, Autre Je, dont seront extraits les singles Mon rayon de soleil et Ne m'en veux pas. Les deux clips de ces singles seront réalisés en Côte d'Ivoire, par Tony Rodriguez.
En 2010, il produit le premier single de la chanteuse franco-camerounaise Clarisse Albrecht, Você Me Dá. Mélange de deep house et de bossa nova, ce titre interprété en portugais, a reçu en 2011, le prix MOAMA (Museke Online African Music Awards) en tant que "Meilleure chanson de la diaspora africaine". LS produira pour cette artiste un second single, beaucoup plus soul, Não Posso Parar, sorti en février 2013, puis un album Mulata Universal qui sortira en 2015.
Parallèlement, il crée un nouveau label, One Music, en 2011 et l'année suivante, il sort un nouvel album de zouk, Ne Jamais Dire Jamais dont sera extrait le single Je t'oublierai avec un clip réalisé par Armel Nkuindji et tourné à Saint Martin aux Antilles.
Il a sorti un EP, Prélude, en novembre 2013.
En juillet 2014, il collabore avec DJ Mystykal Kut pour un nouveau single R&B, "Mona Lisa".
Il sort par la suite plusieurs singles, oscillant toujours entre zouk et R&B.

## Discographie

### Avec Afrodiziac
Albums
Participations
- 1997 : Les jours sont trop longs (Afrodiziac) extrait de la compilation de DJ Kheops Sad Hill.
- 1998 : Combien de temps (Afrodiziac) extrait de la compilation Sachons dire non
- 2001 : Immersion (Afrodiziac & Dad PPDA (KDD)) extrait du single C Torride
- 2003 : Bébé, Tu sais je t'aime (Afrodiziac & Jane Fostin) extrait de la compilation Four West Indies

### LS en solo
Albums / EP
- 2013 : Prélude, EP
- 2012 : Ne jamais dire jamais, Album
- 2007 : Autre Je
- 2005 : Différent, Album

Participations
- C'est mieux comme ça, LS, extrait de la compilation Kimberlite Zouk, Volume 2, 2006
- Ola Ola, LS, Sweety & Kamel Shadi, extrait de la compilation Raï'n'B fever, Volume 2, 2006
- Ne gâche pas la fête, Busta Flex & LS, extrait de la compilation Double Face 6, 2005
- Elle représente, LS featuring Kym Rae, extrait de la compilation Kimberlite R&B, Volume 1, 2005
- R&B Invasion, DVD documentaire sur le R&B français, 2004
- Homicide Mission (Kill Kill), LS featuring Lord Kossity & JMi Sissoko, extrait de la compilation Mission Suicide, 2004
- Des milliers de raisons, LS, extrait de la compilation de DJ Abdel Total R'N'B, Volume 2, 2004
- Sans compter, LS, extrait de la compilation Puissance Rap RNB 2009

Producteur
Liste non exhaustive des albums et titres produits par LS.
- Mulata Universal, Album de Clarisse Albrecht, One Music/Ultrasubtile 2015
- Cœurs À Chœurs, Album de Carine Orhema, One Music, 2015
- Jazzy Melancholy, Album de Janahé, 2013